# Aaron Cook
Aaron Arthur Cook (n. 2 ianuarie 1991, Dorchester, Dorset) este un luptător de taekwondo englez, naturalizat de Republica Moldova, care în multiple rânduri a fost clasat pe poziția nr. 1 mondial la categoria 80 kg. El este triplu campion european la categoria 80 kg (2010, 2012 și 2014) și a fost campion mondial la juniori, la categoria 78 kg în 2008.
Aaron Cook a reprezentat Marea Britanie la Jocurile Olimpice de vară din 2008 din Beijing, unde a ajuns până în semifinale. În urma unui conflict cu Comitetul Olimpic al Marii Britanii, el a fost lăsat în afara echipei britanice pentru Jocurile Olimpice de vară din 2012 de la Londra, în pofida faptului că la acel moment era clasat pe poziția 1 în lume, la categoria 80 kg. După aceasta, Cook s-a mutat în Insula Man, reprezentând această țară pe plan internațional din februarie 2013.
În aprilie 2015, Cook a ajuns la un acord cu Federația Moldovenească de Taekwondo de a reprezenta Republica Moldova în competițiile internaționale și în special în parcursul către Jocurile Olimpice de vară din 2016 de la Rio de Janeiro, Brazilia. La scurt timp el a primit și permisiunea Comitetului Olimpic Britanic de a reprezenta o altă țară, iar, peste o lună, în mai 2015, a adus prima medalie pentru Moldova – bronz la Campionatul Mondial de Taekwondo. Astfel, Aaron Cook a devenit primul moldovean care a câștigat o medalie la un Campionat Mondial de taekwondo.
Pe 15 august 2015 Aaron Cook a câștigat medalia de argint la Grand Prix Moscova G4 2015. În finală el a pierdut la puncte în fața ivorianului Cheick Sallah Cisse, scor 4-11.
La începutului lui decembrie 2015 Aaron Cook s-a calificat la Jocurile Olimpice de vară din 2016 de la Rio de Janeiro, după ce a obținut argintul la WTF World Grand Prix Final din Mexic. Peste puțin timp el a câștigat premiul pentru cea mai frumoasă lovitură din taekwondo din 2015 la Gala Laureaților Federației Internaționale de Taekwon-do, versiunea WTF. Iar la mijlocul lunii decembrie 2015 Aaron Cook a fost desemnat cel mai bun sportiv al anului 2015 în Republica Moldova de către Asociația Presei Sportive din Moldova.